# Tánc a Moulin Rouge-ban
A Tánc a Moulin Rouge-ban (La Danse au Moulin-Rouge) Henri de Toulouse-Lautrec festménye, amely a Philadelphia Museum of Art gyűjteményének része.
Toulouse-Lautrec a Moulin Rouge első törzsvendégeinek egyike lett, amikor a mulató 1889-ban megnyitott. Joseph Oller, a szórakozóhely tulajdonosa meg is vásárolt a A műlovarnő című festményét, amelyet a mulató folyosóján helyezett el.
A festő 1889 októberében, kevéssel a Moulin Rouge megnyitása után kezdett el dolgozni karrierje egyik legnagyobb vásznán. A festmény hátoldalán kézírás látható, feltehetően az alkotóé, amely úgy jellemzi a mű tárgyát, hogy Rongylábú Valentin az új lányokkal gyakorol. Valentin a klub csillaga volt, aki hajlékonyságáról volt híres. A képen ő a lábujjhegyen álló karcsú, cilinderes férfi. Partnere magasra rúgott lába látni engedi vörös harisnyáját és könnyű alsószoknyáját.
A kompozíció központjában a két táncos közötti bizalmas pillanat áll, körülöttük a mulató látogatói láthatók szinte statikus helyzetben. Joseph Oller ezt a festményt is megvásárolta Henri de Toulouse-Lautrec-től, és a bár fölé akasztatta.